# メス (工学)
物品におけるメス（雌）は、対（つい）になった凸（とつ・でこ）と凹（くぼ・ぼこ）のうちの凹のほうである。これは常に対になって扱われ、凸の方はオスという。
物品の形状としては、例えばケーブル（電線）と装置を繋ぐコネクタの場合、装置側がメス、ケーブル側がオスであることが多い。これは装置の側には、外部との衝突で破損の恐れがある突起物をつけたくない設計思想のあらわれといえよう。なおケーブルの場合は破損しても単価が安いため交換が容易である。ただしRS-232Cのような例外的な規格も存在する。ソケットを参照。

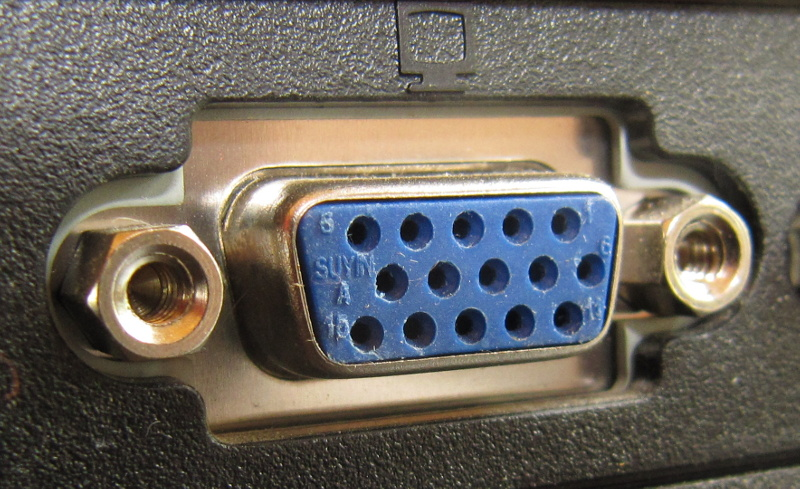
映像を伝達するVGA端子のメス

## 基板と雌
電気回路や電子回路における基板同士や基板と他の部品を繋ぐコネクタでは、使いまわしをする側にメスを使用する場合がある。現在のコネクタはエッジコンタクトと呼ばれ、コネクタ内部の金具同士が擦れ合う際に金属表面が削れ、酸化していない地金同士が合金を作り、電気的接合を果たす。この金属同士のこすり合いでは、メスコネクタ内に金属の弾力を利用した一種のばねが用いられている。
抜き差しを繰り返すことで、メス側のばね機構がゆるくなるほか、メスコネクタ内に酸化金属や埃といった異物がたまりやすい。接点にこの埃や酸化金属の粉末が挟まったりすると接触不良となる。つまりメス側の方が先に機能を失って破損する。この受けとして基板上にはより単純な機構のオスコネクタが取り付けられており、メスの側のケーブルを受け止めるためのロック機構を備えるものも見られる。
ただしこれに沿わないコネクタもあり、特に金属同士のこすれを利用しない、メスコネクタ側の操作により接点面を圧接するタイプのコネクタでは、基板上にメスコネクタが取り付けられている。コンピュータのCPUなど集積回路の取り付けも、集積回路側がオス・基板側がメスとなっている。

## 製造
工業製品や部品（機械要素）の製造において型（かたち）を量産するための型（かた）は、特に母型と呼ばれ、凸形のものもある。凸部は雄型でコア(Core)とも呼ばれ、凹部は雌型でキャビティー(Cavity)とも呼ばれる。
これらは作成される物品の形状を反転させた形をしており、溶かした原料を流し込む場合はこの中に融解した原料を注入、形成する。型は固まった後の製品が取り出しやすいよう、分解できるようになっているものも多く、この分解した型のパーツ間でも対となっているものでは、オスとメスの関係にあるものも見られる。
プレスではオス型とメス型の間に材料を挟んで圧力を加える。板金加工などではこの整形方法が一般的に用いられているほか、様々な金属加工でもこれの応用が利用されている。射出成形機へ金型を取り付ける場合、必ずキャビティーが固定側となり、コアが可動側となる。